# ミセス マーメイド
「ミセス マーメイド」（みせす まーめいど）は、1991年9月4日にリリースされたチェッカーズの26枚目のシングル。

## 解説
本作で1991年末の『第42回NHK紅白歌合戦』に出場。
チェッカーズは初出場だった1984年『第35回NHK紅白歌合戦』以来、8年連続8回目の出演。
当初、前作の次のシングルにフジテレビ月9ドラマ『学校へ行こう!』の主題歌となった『How're you doing, Guys?』が、同年6月にリリース予定だったが中止となった。(アルバム「I HAVE A DREAM」に収録された)
結果、前作からのインターバルが半年近くになっている。

## 収録曲
1. ミセス マーメイド
  - 作詞:藤井郁弥／作曲:鶴久政治／編曲:THE CHECKERS FAM.
2. 誰もいないWeekend
  - 作詞:藤井郁弥／作曲:大土井裕二／編曲:THE CHECKERS FAM.
3. ミセス マーメイド（オリジナル・カラオケ）